# آرامگاه شفائی
مقبره شفائی مربوط به دوره قاجار است و در قزوین، خیابان منتظری، سلامگاه واقع شده و این اثر در تاریخ ۱۱ مرداد ۱۳۸۴ با شمارهٔ ثبت ۱۲۶۰۶ به‌عنوان یکی از آثار ملی ایران به ثبت رسیده‌است.